# محمد عمر (بازیکن فوتبال، زاده ۱۹۸۳)
محمد عمر (انگلیسی: Mohamed Omar؛ زادهٔ ۲۷ ژانویهٔ ۱۹۸۳) بازیکن فوتبال اهل قطر است.

## باشگاهی
از باشگاه‌هایی که در آن بازی کرده‌است می‌توان به القطر اشاره کرد.

## تیم ملی
وی همچنین در تیم ملی فوتبال قطر بازی کرده‌است.